# Байме, Клаус фон
Клаус Густав Генрих фон Байме (нем. Klaus von Beyme, 3 июля 1934, Жарув, Польша — 6 декабря 2021) — немецкий политолог, профессор-эмерит факультета экономики и социальных наук Гайдельбергского университета.

## Обучение
После окончания подготовительных доуниверситетских курсов в Целле в 1954 году, в период 1954—1956 годов он начал обучение для получения образования издателя. После этого в течение 1956—1961 годов он изучал политическую науку, историю, историю искусства и социологию в Гейдельберге, Бонне, Мюнхене, Париже и Москве. С 1961 по 1962 годы Байме был научным сотрудником Русского исследовательского центра при Гарвардском университете и ассистентом немецко-американского политического теоретика Карла Иоахима Фридриха. После получения докторской степени в 1963 году в Гейдельберге, работал ассистентом, защитил хабилитационную работу в 1967 году.

## Научная карьера
Байме продолжил научную карьеру в Тюбингенском университете на должности профессора (1967—1973) и в течение непродолжительного времени был ректором этого университета. В 1972 году был направлен во Франкфуртский университет. В период 1973—1975 годов Байме был президентом Немецкой ассоциации политической науки.
С 1974 до 1999 года Байме занимал должность профессора и руководителя кафедры политической науки в Гейдельбергском университете. В период 1982—1985 годов он был президентом Международной ассоциации политической науки, в течение 1983—1990 гг. — членом научно-исследовательского совета при Институте Европейского университета (англ. The European University Institute) во Флоренции, в 1979 — гостевым профессором в Стэнфордского университета в Калифорнии, в 1985 — гостевым профессором в Институте политических исследований (фр. École des Sciences Politiques или Sciences Po) в Париже, в 1989 — гостевым профессором в Университете Мельбурна (Австралия), в период 1990—1993 — членом Совета Комиссии по исследованиям в области социальных и политических изменений в Новых федеральных землях. С 1987 года Байме являлся членом Европейской Академии. С 1999 года он занимал должность профессора-эмерита.
2 сентября 2010 года Бейме был удостоен почетного звания почётного профессора Московского университета имени Ломоносова за «огромный вклад в развитие политологии в Европе и во всем мире» и многолетнюю работу в качестве профессора политологии в различных университетах мира. По словам хвалебников, он сыграл особую роль в развитии отношений между университетами Германии и Ломоносовским университетом. Церемония награждения состоялась в присутствии мэра Москвы Юрия Михайловича Лужкова на торжественной церемонии, организованной ректором Московского университета.
Скончался 6 декабря 2021 года.

## Научные интересы
Байме проводил сравнительное исследование политических систем в Европе, особенно стран Восточной Европы. Он имел многочисленные публикации в сфере его особых научных интересов, таких как «политическая теория», «компоративистика» и «политический анализ» (политическая культура, искусство и политика, урбанистика и градостроительная политика). Он рассматривал США как ролевую модель.
Кроме этого, Байме также интересовался архитектурой и историей искусства. Такие книги как «Эпоха авангардизма» (англ. Age of the Avant-Gardes), «Искусство и общество 1905—1955 годов» (англ. Art and Society 1905-1955) и «Очарование экзотики, экзотизма, расизма и сексизма в европейском искусстве» (англ. Fascination of the Exotic, Exoticism, Racism and Sexism in European Art) вполне отражают эти его интерес.

## Теории
Клаус фон Байме утверждал, что начиная с 1945 года были три ультраправые волны в Европе:
- волна ностальгии — возникла в Германии и Италии. Такие партии непосредственно обращаются к опыту предыдущих праворадикальных правительств и появляются в момент социальной и экономической турбулентности. Однако они быстро исчезли.
- антиналоговая волна возникла в основном во Франции. Прежде всего, это пужадизм в 1950-60-х годах. Преимущественно мелкие предприниматели жаловались на то, что так называемый «маленький человек» остался вне политического процесса.
- новая волна — общеевропейская тенденция, которая зародилась в 1980-х годах. Она является самой масштабной из трех волн и продолжается до сих пор.

## Труды (избранные)
- Der Föderalismus in der Sowjetunion. Quelle & Meyer, Heidelberg 1964, (englische Kurzversion in: Public Policy 1964).
- Das präsidentielle Regierungssystem der Vereinigten Staaten in der Lehre der Herrschaftsformen. Müller, Karlsruhe 1967.
- Die verfassungsgebende Gewalt des Volkes. Mohr, Tübingen 1968, (griech.: Syntaktikh efoysia toy laoy, Athen: Ekdoseis (1987)).
- Politische Ideengeschichte — Probleme eines interdisziplinären Forschungsbereichs. Mohr, Tübingen 1969.
- Interessengruppen in der Demokratie. Piper, München 1969; 5. Aufl. 1980, (span.: Los grupos de presión en la Democracia. Belgrano, Buenos Aires 1986).
- Das politische System Italiens. Kohlhammer, Stuttgart 1970.
- Die politische Elite in der Bundesrepublik Deutschland. Piper, München 1971; 2. Aufl. 1974.
- Vom Faschismus zur Entwicklungsdiktatur. Machtelite und Opposition in Spanien. Piper, München 1971.
- Die politischen Theorien der Gegenwart. Piper, München 1972; 8. Aufl., Westdeutscher Verlag, Wiesbaden 2000, (span.: Teorías politicas contemporaneas. Instituto des estudios políticos, Madrid 1977), (serbokroat.: Suvremene politicke teorije. Stvarnost, Zagreb 1975), (chines.: Dangdai zhengzhi lilun. Shangwu, Peking 1990), (poln.: Wspólczesne teorie polityczne. Scholar, Warschau 2005).
- Ökonomie und Politik im Sozialismus. Ein Vergleich der Entwicklung in den sozialistischen Ländern. Piper, München 1975, paperback edition 1977, (engl.: Economics and Politics within Socialist Systems. Praeger, New York 1982).
- Gewerkschaften und Arbeitsbeziehungen in kapitalistischen Ländern. Piper, München 1977 (engl.: Challenge to Power. Trade Unions and Industrial Relations in Capitalist Countries. Sage, London 1980).
- Sozialismus oder Wohlfahrtsstaat? Sozialpolitik und Sozialstruktur der Sowjetunion im Systemvergleich, München: Piper (1977), (Englische Kurzversion in: International Political Science Review (1981)).
- Das politische System der Bundesrepublik Deutschland, Wiesbaden: Westdeutscher Verlag, (1979), 2010 11. Aufl. (VS Verlag für Sozialwissenschaften), (engl.: The Political System of the Federal Republic of Germany, Aldershot: Gower/New York: St. Martin’s Press (1983)), (slowen.: Politični sistem Zvezne Republike Nemčije, Koper: Visokošolsko središče (2002)).
- Parteien in westlichen Demokratien, München: Piper (1982); 2. Aufl. 1984, (engl.: Political Parties in Western Democracies., New York: St. Martin’s Press (1985)), (span.: Los partidos políticos en las democracias occidentales, Madrid: Siglo ventiuno (1986)), (ital.: I partiti nelle democrazie occidentali, Bologna: Zanichelli (1987)).
- Die Sowjetunion in der Weltpolitik, München: Piper (1983); 2nd edition 1985, (engl.: The Soviet Union in World Politics, New York: St. Martin’s Press (1987)).
- Der Wiederaufbau. Architektur und Städtebaupolitik in beiden deutschen Staaten, München: Piper (1987).
- Der Vergleich in der Politikwissenschaft, München: Piper (1988).
- Right Wing Extremism in Western Europe, London: Frank Cass Publishers (1988).
- Hauptstadtsuche. Hauptstadtfunktionen im Interessenkonflikt zwischen Bonn und Berlin, Frankfurt am Main: Suhrkamp (1991).
- Theorie der Politik im 20. Jahrhundert. Von der Moderne zur Postmoderne, Frankfurt am Main: Suhrkamp (1991); 3. Aufl. 1996, 4. Aufl. 2007, (Span.: Teoría politíca del siglo XX. De la modernidad a la postmodernidad, Madrid: Alianza (1994)).
- Die politische Klasse im Parteienstaat, Frankfurt am Main: Suhrkamp (1993); 2. Aufl. 1995, (span.: La classe política en el Estado de partídos, Madrid: Alianza (1995)), (ital.: Classe politica a partitocrazia, Turin: UTET (1997)).
- Systemwechsel in Osteuropa, Frankfurt am Main: Suhrkamp (1994), (engl.: Transition to Democracy in Eastern Europe. London: MacMillan (1996)), (korean.: talsahoezu ue wa zese joenwhan, Seokang Dae Hak Kyoe Zalpanbu (2000)).
- Transition to Democracy in Eastern Europe, London: Palgrave Macmillan (1996).
- Der Gesetzgeber: Der Bundestag als Entscheidungszentrum (1997), (engl.: Parliament as a Decision-Making Centre. The Case of Germany, New York: St. Martin’s Press (1998)).
- Kulturpolitik zwischen staatlicher Steuerung und Gesellschaftlicher Autonomie, Opladen: Westdeutscher Verlag (1998).
- Die Kunst der Macht und die Gegenmacht der Kunst, Frankfurt am Main: Suhrkamp (1998).
- The Legislator: German Parliament as a Centre of Political Decision Making, Aldershot: Ashgate (1998).
- Die parlamentarische Demokratie, Opladen: Westdeutscher Verlag (1999).
- Parliamentary Democracy. Democratization, Destabilization, Reconsolidation 1789—1999, Basingstoke: Macmillan (2000)
- Parteien im Wandel (2000), 2. Aufl., 2002, (kroat.: Transformacija političkih stranaka, Zagreb: Politička misao (2002)).
- Politische Theorien in Russland 1789—1945, Wiesbaden: Westdeutscher Verlag (2001).
- Politische Theorien im Zeitalter der Ideologien, Wiesbaden: Westdeutscher Verlag (2002).
- Das Zeitalter der Avantgarden. Kunst und Gesellschaft 1905—1955, München: C.H. Beck (2005).
- Föderalismus und regionales Bewusstsein. Ein internationaler Vergleich, München: C.H. Beck (2007).
- Die Faszination des Exotischen. Exotismus, Rassismus und Sexismus in der Europäischen Kunst, München: Fink (2008).
- Geschichte der politischen Theorien in Deutschland 1300—2000, Wiesbaden: VS Verlag für Sozialwissenschaften (2009).
- Vergleichende Politikwissenschaft, Wiesbaden: VS Verlag für Sozialwissenschaften (2010).
- Kulturpolitik in Deutschland. Von der Staatskulturförderung zur Kreativwirtschaft, Wiesbaden, VS für Sozialwissenschaften (2012).
- Von der Postdemokratie zur Neodemokratie, Wiesbaden, VS Springer (2013) (engl.: From Post-Democracy to Neo-Democracy, Heidelberg, Springer (2018)).
- Liberalismus. Theorien des Liberalismus und Radikalismus im Zeitalter der Ideologien 1789—1945, Wiesbaden, Springer VS (2013).
- Konservatismus. Theorien des Konservatismus und Rechtsextremismus im Zeitalter der Ideologien 1789—1945, Wiesbaden, Springer VS (2013).
- Sozialismus. Theorien des Sozialismus, Anarchismus und Kommunismus im Zeitalter der Ideologien 1789—1945, Wiesbaden, Springer VS (2013).
- Pioneer in the Study of Political Theory and Comparative Politics, Heidelberg, VS Springer (Springer Briefs on Pioneers in Science and Practice 14) (2014).
- On Politic Culture, Cultural Policy, Art and Politics, Heidelberg, VS Springer, (Springer Briefs in Science and Practice. Texts and protocols 15) (2014).
- Religionsgemeinschaften, Zivilgesellschaft und Staat: Zum Verhältnis von Politik und Religion in Deutschland, Wiesbaden, VS Springer, (2015).
- Die Russland-Kontroverse. Eine Analyse des ideologischen Konflikts zwischen Russland-Verstehern und Russland-Kritikern, Wiesbaden, VS Springer, (2016) (2. Aufl. 2018).
- Bruchstücke der Erinnerung eines Sozialwissenschaftlers, Wiesbaden, VS Springer, (2016).
- Rechtspopulismus — Ein Element der Neodemokratie, Wiesbaden, VS Springer, (2018) (engl.: Rightwing Populism. An Element auf Neodemocracy, Wiesbaden, VS Springer, (2019)).
- Berlin. Von der Hauptstadtsuche zur Hauptstadtfindung, Wiesbaden, VS Springer, (2019).
- Migrationspolitik. Über Erfolge und Misserfolge, Wiesbaden, VS Springer, (2020).